# Alija Sirotanović
Alija Sirotanović (Orahovo, 14. kolovoza 1914. – Breza, 16. svibnja 1990.) bio je jugoslavenski rudar, junak socijalističkoga rada i možda najpoznatiji jugoslavenski udarnik. 

## Životopis

### Rani život i obitelj
Alija Sirotanović je rođen 14. kolovoza 1914. godine u Orahovu, selu pokraj Breze. Odrastao je u obližnjem selu Trtorići. Imao je šest braće i dvije sestre, te su svi bili rudari. Njegov brat Ahmed je poginuo u nesreći u rudniku Brezi 14. ožujka 1970. godine.

### Udarnik
Cijeli je život radio u rudniku mrkoga ugljena Breza sa svojom braćom i sestrama.

#### Rudarenje
Godine 1947. Sirotanović je postigao rekord u otkopavanju ugljena. 24. srpnja 1949. godine Sirotanović je sudjelovao u natjecanju koje se održalo u više rudnika u Kreki. On i njegova osmeročlana brigada u osmosatnoj je smjeni iskopala 128 vagona mrkoga ugljena, tj. 152 tone mrkoga ugljena u jednoj smjeni, oko 40 tona više od tadašnjega rekordera Alekseja Stahanova. U rujnu 1949. godine održan je prvi „svečani sastanak inicijatora pokreta za visoku produktivnost“ u kojem je Sirotanović sudjelovao s drugim poznatim visokoproduktivnim nositeljima rekorda, kao što su: Nikola Škobić, Risto Mijatović, Antun Bičić, Alojz Petek, itd.
Prema jednoj anegdoti, Sirotanović je navodno kao nagradu za svoj rad od Josipa Broza Tita jedino tražio veću lopatu. Napravljena je za njega i nazvana sirotanovićka.

### Naredne godine i smrt
Bio je udarnik 12 puta. Sirotanović je pokušao ući u politiku, no bio je bezuspješan. Jedanput je bio član federalnoga parlamenta. Izabran je za počasnoga člana Saveza društava inženjera i tehničara Jugoslavije. Umro je u 76. godini u Brezi 16. svibnja 1990. godine. Umro je u siromaštvu.

## Nagrade
- Orden junaka socijalističkog rada[1]

## Nasljeđe
- U Brezi jedna ulica nosi njegovo ime, a u krugu rudnika stoji njegovo poprsje.[1][11]

### Novčanica
Alija Sirotanović bio je lik na novčanici od 20 000 jugoslavenskih dinara iz 1987. godine. Često se pogrešno tvrdi da je bio na novčanici od 1000 jugoslavenskih dinara iz 1955. godine i na novčanici od 10 jugoslavenskih dinara iz 1966. godine. Arif Heralić bio je prikazan na tim novčanicama.

## Legende
- Film Čovjek od mramora (Człowiek z marmuru) poljskoga redatelja Andrzeja Wajde nije nadahnut Sirotanovićevim djelom, već Mateuszom Birkutom, koji je bio zidar, a rekord je oborio tako što je u jednoj smjeni postavio 30 000 cigala.[nedostaje izvor]
- Glazbena skupina Zabranjeno pušenje posvetila mu je i pjesmu pod nazivom „Srce, ruke i lopata“.

## Vanjske poveznice
- Alija Sirotanović na službenoj web stranici rudnika mrkoga ugljena Breza